# 左京朝カフェ
左京朝カフェ（さきょうあさカフェ）とは、京都市左京区において、行政と市民の協働型まちづくりを目的に、左京区役所と区民運営スタッフにより運営されているまちづくりワークショップ。2012年（平成24年）5月にスタートし、毎年6回程度開催されている。
正式名称は「みんなでつくる 左京朝カフェ」。

## 内容
まちづくり全般について対話を行うオープンな場。グループワークの手法を用い、ファシリテーターが進行する。
対話のテーマは参加者から募り、「子育て」「エコ」「文化発信」「若者の活躍する場づくり」「中山間地域の魅力発掘・活性化」「音楽を通じたイベント」「多世代交流」「国際交流」などさまざま。
朝カフェ内で結成されたグループは「朝カフェグループ」に登録できる。メリットはイベントの告知と場所で区役所の協力が得られる点。2014年5月現在で12のグループが存在する。
現在のグループは次の通り。
1. 自然と文化を大切にするグループ
2. つながる左京グループ
3. 世代間交流グループ
4. 楽器とベビー＆キッズ用品の交換会グループ
5. 朝カフェ新聞/左京ぺでぃあグループ
6. 左京庭づくり交流会グループ
7. 商店街を盛り上げ隊
8. 国際交流チーム
9. あるもんDE交流会グループ
10. 竹林のある暮らしグループ
11. 柳の杜アンサンブル～音楽でつながろう～グループ
12. 羊の勉強会グループ

## これまでの開催内容
第一シーズン
| 開催日時                    | テーマ                   | 参加者数 |
| --------------------------- | ------------------------ | -------- |
| 2012年5月27日(日)10～12時半 | 左京朝カフェへようこそ！ | 47名     |
| 2012年7月1日(日)10～12時半  | 深化バージョン           | 53名     |
| 2012年7月28日(土)10～12時半 | 発展バージョン           | 47名     |

第二シーズン
| 開催日時                     | テーマ             | 参加者数 |
| ---------------------------- | ------------------ | -------- |
| 2012年9月29日(土)10～12時半  | まちの居場所づくり | 16名     |
| 2012年10月21日(日)10～12時半 | 大学×まちづくり    | 34名     |
| 2012年11月18日(日)10～12時半 | 子育て             | 34名     |

第三シーズン
| 開催日時                    | テーマ                         | 参加者数 |
| --------------------------- | ------------------------------ | -------- |
| 2013年2月9日(土)10～12時半  | みんなの話をきいてみよう       | 40名     |
| 2013年3月9日(土)10～12時半  | 「やってみたい！」を応援しよう | 38名     |
| 2013年4月13日(土)10～12時半 | 好きなテーマでグループワーク   | 44名     |

2013年 summer season
| 開催日時                    | テーマ               | 参加者数 |
| --------------------------- | -------------------- | -------- |
| 2013年6月29日(土)10～12時半 | 子どもと〇〇         | 38名     |
| 2013年8月7日(水)19～21時    | エコと〇〇           | 38名     |
| 2013年9月1日(日)10～12時半  | 左京ってこんなとこ！ | 31名     |

2013年 winter season
| 開催日時                    | テーマ                                                 | 参加者数 |
| --------------------------- | ------------------------------------------------------ | -------- |
| 2013年12月8日(日)10～12時半 | みんなの話を聞いてみよう～まちについて意見交換         | 31名     |
| 2014年1月25日(土)10～12時半 | 「やってみたい！」を応援しよう～企画立案＆アイデア出し | 41名     |
| 2014年3月2日(日)10～12時半  | 好きなテーマでグループワーク                           | 48名     |

2014年　2014-2015 1st. season 
| 開催日時                      | テーマ                                                     | 開催場所                            | 参加者数 |
| ----------------------------- | ---------------------------------------------------------- | ----------------------------------- | -------- |
| 2014年6月28日(土)10～12時半   | Hello world! Hello Sakyo!!～左京で世界とつながろう～       | アンスティチュ・フランセ・関西‐京都 | 60名     |
| 2014年9月23日(火祝)13半～16時 | 里山の未来をみんなで描こう！（同日11時～大原マルシェ開催） | 大原学院（大原元小中学校）          | ‐名      |

## イベントの開催
- 2014年3月2日(日)　「左京博覧会」

## イベントへの出展
- 2013年7月28日「左京区ふれあいまつり」へのキッズアートコーナーの出展
- 2013年9月29日「左京ワンダーランド糺の森ワンダーランド広場」への朝カフェブースの出展